# 충북체육고등학교
충북체육고등학교(忠北體育高等學校)는 대한민국 충청북도 진천군 문백면 도하리에 있는 공립 고등학교이다.

## 학교 연혁
- 1987년 11월 17일 : 금천종고 설립인가(보통과 24학급, 체육과 6학급)
- 1990년 12월 31일 : 금천고 체육계열에서 충북체육고 분리인가
- 1991년 3월 1일 : 초대 손건수 교장 취임
- 1991년 3월 2일 : 충북체육고등학교 개교
- 1991년 3월 5일 : 제1회 입학식(81명)
- 1992년 2월 11일 : 제1회 졸업식(62명)
- 1992년 6월 17일 : 특수목적고등학교 지정
- 1993년 2월 4일 : 교사 준공 이전(청주시 사직동)
- 2009년 3월 1일 : 자율학교 지정
- 2014년 12월 2일 : 신축교사 이전 준공식(진천군 문백면 도하3길 120)
- 2023년 12월 29일 : 제33회 졸업식(67명) 총 2,448명
- 2024년 3월 1일 : 제15대 음호철 교장 취임
- 2024년 3월 4일 : 2024학년도 입학식(115명)

## 설치 학과
- 체육과

## 참고 자료
- 충북체육고등학교 - 한국교육학술정보원 학교알리미